# 藤原優樹
藤原 優樹（ふじわら まさき）は日本の作詞家である。有限会社SUPA LOVE所属。

## 概要
2012年よりSUPA LOVEに所属。主にアイドル・声優の作詞を手掛けている。

## 参加作品
全て作詞
| 発売日         | タイトル                                                                  | 収録曲                                                                             |
| -------------- | ------------------------------------------------------------------------- | ---------------------------------------------------------------------------------- |
| 2012年12月12日 | ORANGE CARAMEL『LIPSTICK/ラムのラブソング』                               | LIPSTICK (Japan Ver.)                                                              |
| 2013年12月4日  | KinKi Kids『L album』                                                     | WELCOME                                                                            |
| 2014年5月14日  | グッジョぶの音楽"@" アニメ「GJ部」 キャラクター･ソング&サウンドトラック集 | 私の流儀 (キャラクター･ソング その10) / 上坂すみれ                                 |
| 2014年12月10日 | KinKi Kids『M album』                                                     | EXIT                                                                               |
| 2016年10月12日 | 放課後プリンセス『秘密のティアラとジェラート』                            | 秘密のティアラとジェラート                                                         |
| 2017年2月15日  | 放課後プリンセス『ライチレッドの運命』                                    | ライチレッドの運命 千年舞歌                                                        |
| 2017年3月22日  | 放課後プリンセス『My Princess』                                           | 千年舞歌 ライチレッドの運命 Memories ～君と僕の交差点～ 秘密のティアラとジェラート |
| 2017年5月17日  | 亀と山P『背中越しのチャンス』                                             | SUPER FUNKER!!                                                                     |
| 2017年7月19日  | 放課後プリンセス『さよならデュアリーナ』                                  | さよならデュアリーナ                                                               |
| 2017年12月20日 | 放課後プリンセス『アブラカタブLuv!』                                      | アブラカタブLuv!                                                                   |
| 2018年10月3日  | アルスマグナ『アルスミュージアム』                                        | ふたりはミルクティー～& You too love～                                             |
| 2019年4月24日  | Kis-My-Ft2『FREE HUGS!』                                                  | #1 Girl Love=X2U / 藤ヶ谷太輔                                                      |
| 2019年月27日   | SOLIDEMO with 桜men『My Song My Days』                                    | My Song My Days                                                                    |
| 2019年7月10日  | スクランブルガム『下書きのHero』                                          | Nyander                                                                            |
| 2019年12月25日 | スクランブルガム『Got Move! Share Love! 7』                               | Got Move! Share Love! 7                                                            |
| 2020年1月15日  | 雨宮天『PARADOX』                                                         | PARADOX                                                                            |
| 2020年1月29日  | 放課後プリンセス『My Princess II』                                        | プリンセスの定義 アブラカタブLuv! 満月のアンコール                                 |
| 2020年3月25日  | 風男塾『ミュージック』                                                    | ココア・パンケーキ・ベイビー                                                       |
| 2020年7月29日  | 放課後プリンセス『灼熱のミステリーアイ/絶世クレオパトラ』                 | 灼熱のミステリーアイ                                                               |
| 2020年9月2日   | King & Prince『L&』                                                       | Amazing Romance（中村瑛彦との共作）                                                |
| 2021年2月14日  | 高橋ジョージ×May J.『ロード～第15章×2』                                   | ロード～第15章×2（高橋ジョージとの共作）                                           |
| 2021年11月24日 | 諏訪ななか『Winter Cocktail』                                             | DATE-ALAMODE                                                                       |
| 2021年12月8日  | 野島健児×野島透也『以声伝心-DUAL VOICES- 野島健児x野島透也』              | 君と出会うとき                                                                     |
| 2022年4月6日   | TVアニメ「SHOW BY ROCK!!」BEST Selection!!                                | GANARE / ヤス&チタン&リカオ                                                        |
| 2022年4月6日   | 田畑実和『ココロミュージカル』                                            | ココロミュージカル（田畑実和との共作）                                             |
| 2022年6月22日  | 風男塾『Hello Hello』                                                     | Tender Rain                                                                        |
| 2022年9月28日  | 梶原岳人『ロードムービー』                                                | otona                                                                              |
| 2022年11月9日  | MyGO!!!!!『迷星叫』                                                       | 迷星叫 名無声                                                                      |
| 2022年11月16日 | ukka『青春小節』                                                          | アフタヌーン・グラフィティ                                                         |
| 2022年11月30日 | M!LK『STARS』                                                             | テレパシー                                                                         |
| 2022年12月14日 | 風男塾『Baby U』                                                          | Baby U Jellyfish                                                                   |
| 2023年1月18日  | ukka『コズミック・フロート』                                              | コズミック・フロート                                                               |
| 2023年2月22日  | 緋月ゆい『Feel the Winds』                                                | 閃響（庄司夏葵との共作）                                                           |
| 2023年3月22日  | 世が世なら!!!『ウオー!サオー!』                                           | ウオー!サオー!                                                                     |
| 2023年4月5日   | 王様戦隊キングオージャー 主題歌                                           | Try & Fight / 鎌田章吾                                                             |
| 2023年4月12日  | MyGO!!!!!『音一会』                                                       | 音一会 潜在表明 影色舞                                                             |
| 2023年5月3日   | 新浜レオン『捕まえて、今夜。/どんなに愛したとしても』                     | ネオン☆ナイト                                                                      |
| 2023年5月17日  | ONE N' ONLY『Departure』                                                  | Call me                                                                            |
| 2023年6月21日  | ukka『wonder little love』                                                | wonder little love                                                                 |
| 2023年8月9日   | MyGO!!!!!『壱雫空』                                                       | 壱雫空 焚音打                                                                      |
| 2023年9月20日  | BMK『NANAKORO!』                                                          | NANAKORO!（成本智美との共作）                                                      |
| 2023年9月29日  | KnightA-騎士A-『飴色花火』                                                | 飴色花火                                                                           |
| 2023年9月6日   | 学芸大青春『ヤマアラシのジレンマ』                                        | アイコトバ                                                                         |
| 2023年9月13日  | SUPER JUNIOR-L.S.S.『CEREMONY』                                           | CEREMONY（Oneway・LEETEUKとの共作）                                                |
| 2023年10月6日  | LINKL PLANET『Days of Birth』                                             | Days of Birth                                                                      |
| 2023年10月11日 | 風男塾『ONE FU ALL, ALL FU ONE』                                          | Baby U Jellyfish                                                                   |
| 2023年10月18日 | さくらしめじ『ゆくえ』                                                    | simple                                                                             |
| 2023年11月1日  | MyGO!!!!!『迷跡波』                                                       | 迷星叫 壱雫空 碧天伴走 影色舞 潜在表明 音一会 詩超絆 迷路日々 無路矢 名無声        |
| 2023年11月15日 | 相良茉優『Smile my style』                                                | ノンノンシュガーシュレーディンガー（坂井竜二との共作）                             |
| 2023年11月22日 | 緋月ゆい『イケナイエトランゼ』                                            | 潜涙（庄司夏葵との共作）                                                           |
| 2023年12月15日 | 岸堂天真『キシ!快晴!』                                                    | キシ!快晴!                                                                         |
| 2023年12月20日 | THE SUPER FRUIT『青い果実』                                               | ポップコーンフィーバー                                                             |
| 2024年1月19日  | ダズビー『Scarlet』                                                       | Scarlet                                                                            |
| 2024年3月13日  | 風男塾『ビーストロリポップ』                                              | little-big-love                                                                    |
| 2025年3月19日  | 風男塾『exdreamers』                                                      | A new chapter                                                                      |